# Karin Molander
Karin Molander (20 de mayo de 1889 – 3 de septiembre de 1978) fue una actriz teatral y cinematográfica sueca, con una carrera que se extendió a lo largo de más de cinco décadas.

## Biografía
Su verdadero nombre era Katarina Margareta Elisabet Edwertz, y nació en Estocolmo, Suecia. A temprana edad empezó a estudiar teatro bajo la tutela de la actriz Julia Håkansson. Su debut teatral tuvo lugar en el Teatro Vasa en 1907, actuando en el Teatro Intiman desde 1911 a 1920, en el Lorensberg entre 1920 y 1922, y en el Dramaten en dos períodos: desde 1922 a 1925, y después desde 1931 a 1936. 
Su primer trabajo cinematográfico tuvo lugar en 1913 en el film dirigido por Victor Sjöström Halvblod. Actuando con el cineasta Mauritz Stiller, Molander llegó a ser una muy popular primera actriz de la época del cine mudo, un símbolo de la mujer joven, moderna y emancipada de los años 1910. Posiblemente es más recordada por actuar en la sátira social dirigida por Mauritz Stiller en 1920 Erotikon, uno de los muchos filmes de Stiller en los cuales trabajó Molander.
Molander se casó en dos ocasiones. Su primer matrimonio, entre 1909 y 1919 y acabado en divorcio, fue con el director sueco Gustaf Molander. Fruto de dicha unión fue el actor y productor Harald Molander. En 1920 volvió a casarse, esta vez con el actor Lars Hanson, permaneciendo la pareja unida hasta el fallecimiento de Hanson en 1965.
Karin Molander falleció en Estocolmo, Suecia, en 1978, a los 89 años de edad.